# 聖若昂杜阿拉瓜亞

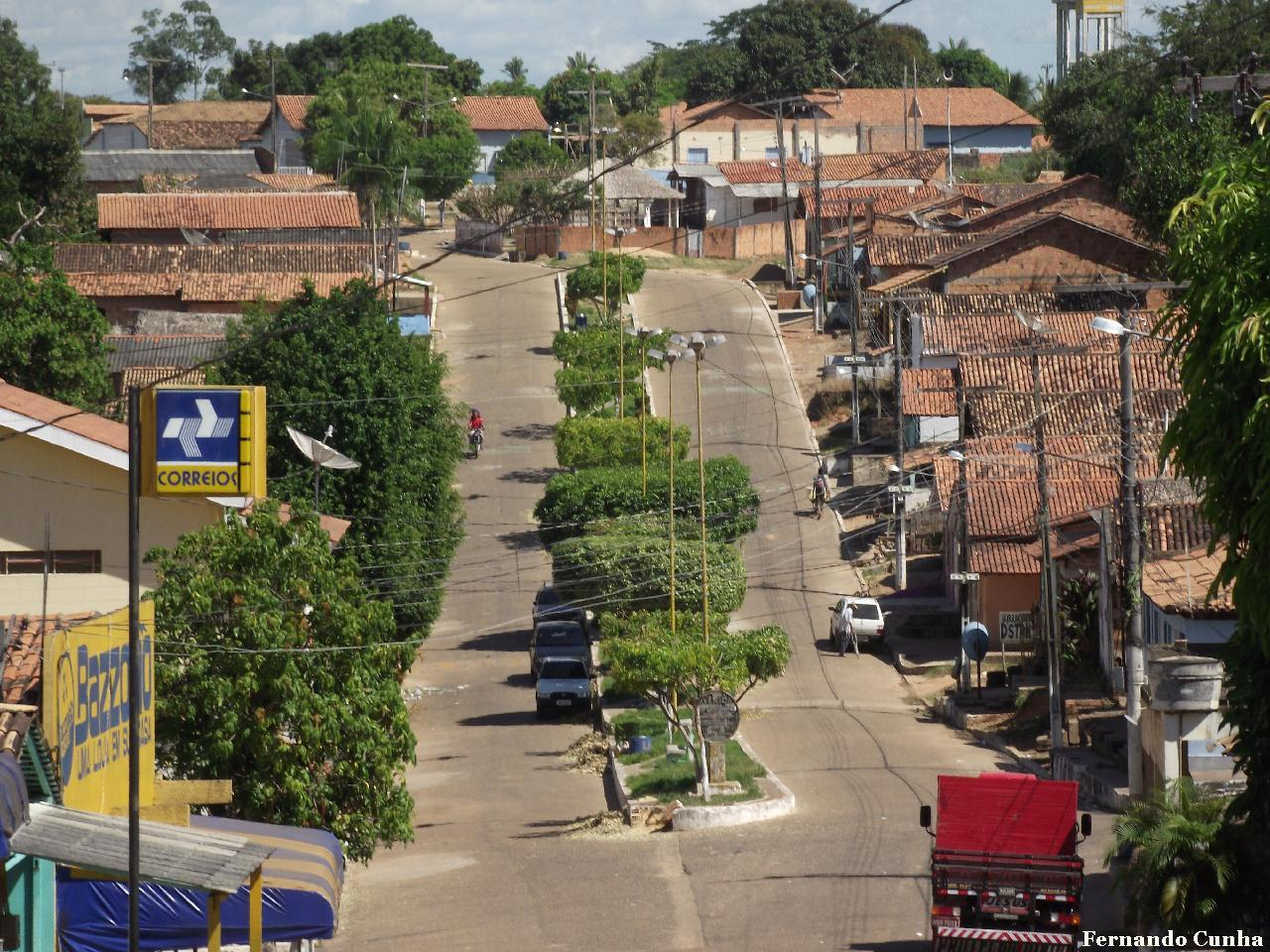
聖若昂杜阿拉瓜亞

聖若昂杜阿拉瓜亞（葡萄牙語：São João do Araguaia），是巴西的城鎮，位於該國北部，由帕拉州負責管轄，始建於1797年12月29日，面積1,280平方公里，海拔高度99米，2012年人口13,293，人口密度每平方公里10.39人。